# Afrikanska mästerskapet i fotboll för damer
Se även Afrikanska mästerskapet i fotboll för herrar
Afrikanska mästerskapet i fotboll för damer är en turnering som arrangeras av den afrikanska fotbollsfederationen Caf. Turneringen spelades första gången 1991, och därefter 1995. Sedan 1998 har turneringen spelats vartannat år. 2020 ställdes dock turneringen in på grund av covid-19-pandemin.
Nigeria är det mest framgångsrika laget, med 12 mästerskapstitlar på de 15 turneringarna fram till och med 2024, däribland de sju första mästerskapen 1991–2006.

## Turneringar
| År   | Värdnation       | Final                                  | Final                                  | Final                                  | Match om tredjepris                    | Match om tredjepris                    | Match om tredjepris                    |
| År   | Värdnation       | Vinnare                                | Resultat                               | Tvåa                                   | Trea                                   | Resultat                               | Fyra                                   |
| ---- | ---------------- | -------------------------------------- | -------------------------------------- | -------------------------------------- | -------------------------------------- | -------------------------------------- | -------------------------------------- |
| 1991 | Hemmamatcher     | Nigeria                                | 2–0 4–0                                | Kamerun                                | Guinea · Zambia                        | Match om tredjepris spelades ej.       | Match om tredjepris spelades ej.       |
| 1995 | Hemmamatcher     | Nigeria                                | 4–1 7–1                                | Sydafrika                              | Angola · Ghana                         | Match om tredjepris spelades ej.       | Match om tredjepris spelades ej.       |
| 1998 | Nigeria          | Nigeria                                | 2–0                                    | Ghana                                  | Kongo-Kinshasa                         | 3–3 (3–1 str.)                         | Kamerun                                |
| 2000 | Sydafrika        | Nigeria                                | 2–01                                   | Sydafrika                              | Ghana                                  | 6–3                                    | Zimbabwe                               |
| 2002 | Nigeria          | Nigeria                                | 2–0                                    | Ghana                                  | Kamerun                                | 3–0                                    | Sydafrika                              |
| 2004 | Sydafrika        | Nigeria                                | 5–0                                    | Kamerun                                | Ghana                                  | 0–0 (6–5 str.)                         | Etiopien                               |
| 2006 | Nigeria          | Nigeria                                | 1–0                                    | Ghana                                  | Sydafrika                              | 2–2 (5–4 str.)                         | Kamerun                                |
| 2008 | Ekvatorialguinea | Ekvatorialguinea                       | 2–1                                    | Sydafrika                              | Nigeria                                | 1–1 (4–3 str.)                         | Kamerun                                |
| 2010 | Sydafrika        | Nigeria                                | 4–2                                    | Ekvatorialguinea                       | Sydafrika                              | 2–0                                    | Kamerun                                |
| 2012 | Ekvatorialguinea | Ekvatorialguinea                       | 4–0                                    | Sydafrika                              | Kamerun                                | 1–0                                    | Nigeria                                |
| 2014 | Namibia          | Nigeria                                | 2–0                                    | Kamerun                                | Elfenbenskusten                        | 1–0                                    | Sydafrika                              |
| 2016 | Kamerun          | Nigeria                                | 1–0                                    | Kamerun                                | Ghana                                  | 1–0                                    | Sydafrika                              |
| 2018 | Ghana            | Nigeria                                | 0–0 (4–3 str.)                         | Sydafrika                              | Kamerun                                | 4–2                                    | Mali                                   |
| 2020 | Inställt         | Inställt på grund av covid-19-pandemin | Inställt på grund av covid-19-pandemin | Inställt på grund av covid-19-pandemin | Inställt på grund av covid-19-pandemin | Inställt på grund av covid-19-pandemin | Inställt på grund av covid-19-pandemin |
| 2022 | Marocko          | Sydafrika                              | 2–1                                    | Marocko                                | Zambia                                 | 1–0                                    | Nigeria                                |
| 2024 | Marocko          | Nigeria                                | 3–2                                    | Marocko                                | Ghana                                  | 1–1 (4–3 str.)                         | Sydafrika                              |

1 Matchen avbröts i den 73:e minuten, varpå Nigeria tilldömdes segern

## Finallag
| Nr     | Nation           | Guld | Silver | Brons | Fyra | Totalt |
| ------ | ---------------- | ---- | ------ | ----- | ---- | ------ |
| 1      | Nigeria          | 12   | 0      | 1     | 2    | 15     |
| 2      | Ekvatorialguinea | 2    | 1      | 0     | 0    | 3      |
| 3      | Sydafrika        | 1    | 5      | 2     | 4    | 12     |
| 4      | Ghana            | 0    | 3      | 4     | 0    | 7      |
| 5      | Kamerun          | 0    | 4      | 3     | 4    | 11     |
| 6      | Marocko          | 0    | 2      | 0     | 0    | 2      |
| 7      | Zambia           | 0    | 0      | 2     | 0    | 2      |
| 8      | Angola           | 0    | 0      | 1     | 0    | 1      |
| 8      | Elfenbenskusten  | 0    | 0      | 1     | 0    | 1      |
| 8      | Kongo-Kinshasa   | 0    | 0      | 1     | 0    | 1      |
| 8      | Guinea           | 0    | 0      | 1     | 0    | 1      |
| 12     | Etiopien         | 0    | 0      | 0     | 1    | 1      |
| 12     | Mali             | 0    | 0      | 0     | 1    | 1      |
| 12     | Zimbabwe         | 0    | 0      | 0     | 1    | 1      |
| Totalt | Totalt           | 15   | 15     | 16    | 13   | 59     |